# Geo-Governance
Geo-Governance beschreibt im Rahmen der Governance diejenigen Aushandlungs- und Koordinationszusammenhänge, die sich auf eine lokale Einheit unterhalb der Nationalstaatsebene beziehen. Im Mittelpunkt des Interesses stehen Fragen danach, (1) wie Individuen und öffentliche, private sowie informelle Institutionen ihre gemeinsamen Angelegenheiten auf der lokalen Ebene organisieren, (2) wie sie mit ihren unterschiedlichen Interessen umgehen und sie gegebenenfalls ausgleichen sowie (3) wie die verschiedenen Akteure und Organisationen an dem kontinuierlichen Prozess der Aushandlung beteiligt sind.

## Überblick
Der Ansatz der Geo-Governance muss in Relation zu anderen Ansätzen betrachtet werden, die jeweils andere Maßstabsebenen betonen.
Auf der einen Seite kann Geo-Governance als Weiterentwicklung von Vorstellungen der Geopolitik verstanden werden. Während die Geopolitik vom Nationalstaat als leitender Betrachtungsebene ausgeht, steht bei der Geo-Governance die lokale Ebene im Vordergrund. Um diese Kontinuität sichtbar zu machen, wird die nationalstaatliche Ebene von einigen Autoren auch als derzeit noch „dominant system of geo-governance“ als dominierendes System der Geo-Governance bezeichnet.
Auf der anderen Seite soll Geo-Governance den möglichen Folgen der Global Governance entgegenwirken. Als fundamental wird dabei die Entterritorialisierung angesehen, deren Entstehung sowohl auf neoliberale Bemühungen um die Öffnung der Märkte als auch auf Ansätze der nachhaltigen Entwicklung zurückgeführt wird. Beide Zugänge formulieren global gültige Prinzipien, die von regionalen Einheiten unter Absehung von lokalen Besonderheiten und Zielformulierung umgesetzt werden müssen, wenn Regionen internationale Berücksichtigung finden wollen.

## Geo-Governance als Form der Liberalisierung
Im Kontext wirtschaftsliberaler Vorstellungen wird Geo-Governance als Steuerungsmechanismus für lernende Regionen gesehen. Mit Lernen ist hier allerdings nicht in erster Linie ein Wissens- oder Kompetenzzuwachs gemeint, sondern die permanente Anpassung an sich laufend verändernde Umwelten. Diese Lernleistung verlangt von den Akteuren nicht nur Anpassungen bezüglich der Mittel zur Erreichung ihrer Ziele, sondern auch ein ständiges Überdenken der Ziele selbst. Einziger Maßstab zur Evaluierung dieser Leistung ist der Erhalt bzw. die Erhöhung von Effizienz. Voraussetzung für lernende Regionen ist eine möglichst geringe staatliche (gesetzliche) Reglementierung. Den dennoch notwendigen gesellschaftlichen Zusammenhalt sollen Vertrauen und „a greater use of informal moral contracts based on shared values“ d. h. ein vermehrter Gebrauch von auf gemeinsamen Werten beruhenden, informellen moralischen Verträgen, gewährleisten. Diese Voraussetzungen führen letztendlich zur Fokussierung auf Regionen in der Größenordnung von Städten oder Stadtquartieren.

## Geo-Governance als Form partizipativer Demokratie
Im Kontext der Diskussion um eine Stärkung der partizipativen Demokratie wird Geo-Governance als Mittel zur Abwendung der negativen Auswirkungen der Liberalisierung insbesondere im sozialen Bereich angesehen. Ziel ist hier eine „spatial durability“, eine Art lokaler Nachhaltigkeit. Sie soll durch die Beteiligung der Bevölkerung an den Entscheidungen der lokalen Verwaltung erreicht werden. Dabei wird nicht an formell oder informell institutionalisierte Interessen gedacht, sondern an individuelle Bürger mit ihren jeweiligen Interessen. Eine solche Beteiligung setzt eine umfangreiche Information der zu Beteiligenden und die Schaffung von Diskussionsforen voraus. Die Ergebnisse aus den sich entwickelnden Diskussionen müssen in die endgültigen Entscheidungen integriert werden, und sei es nur in der Form, dass gezeigt wird, warum sich manche Vorstellungen nicht umsetzen lassen. Eine empirische Untersuchung in Frankreich und der Schweiz hat gezeigt, dass diese Form der Geo-Governance bisher als gescheitert angesehen werden muss, weil die letztendliche Entscheidungsmacht nach wie vor beim lokalen Staat liegt.

## Geo-Governance als Teil der repräsentativen Demokratie
Insbesondere im deutschsprachigen Raum wird Geo-Governance auch als Form der Einflussnahme von Wissenschaft auf die Politik verstanden. Ziel ist es hier, naturwissenschaftliche Erkenntnisse über Verwaltungsexperten direkt in die Politik zu transferieren. Dieser Ansatz unterscheidet sich grundlegend von den beiden vorherigen Vorstellungen von Geo-Governance, da er sich ausschließlich auf Akteure im Staatsapparat bezieht und dem Expertenwissen einen für Governance-Ansätze ungewöhnlich hohen Stellenwert zuschreibt. Wenig reflektiert wird dabei bisher, dass aktuelles wissenschaftliches Expertenwissen sich regelmäßig im Kontext wissenschaftlicher Unsicherheit bewegt. Zudem sind in diesem Ansatz mit dem Präfix „Geo“ keine räumlichen Einheiten gemeint, sondern die Geowissenschaften. Diese Fokussierung führt zu einem implizit geodeterministischen Verständnis von Politik, das den beiden anderen Ansätzen fremd ist. Einem solchen Verständnis muss entgegengehalten werden, dass naturwissenschaftlicher Fortschritt oft eher neue soziale Probleme (etwa in Form von Gerechtigkeitsfragen) schafft, die im sozialen Kontext gelöst werden müssen, als dass er selbst soziale Probleme zu lösen vermag.